# Microsoft Office Communicator
Microsoft Office Communicator è stato un client per messaggistica istantanea inserito all'interno del servizio Microsoft Office Communications Server. 
Communicator offriva caratteristiche di messaggistica istantanea, VoIP, Videoconferenza, ed interoperatività con gli altri prodotti Microsoft (come i contatti di Microsoft Outlook); il software si rivolge ad ambienti aziendali.
Il client fu lanciato nel 2005 con il nome di Office Communicator 2005, e due anni dopo, con la successiva versione di Office, fu aggiornato a Office Communicator 2007.
Il 25 gennaio 2011 è stato distribuito Microsoft Lync  che sostituisce l'ultima versione Office Communicator 2007 R2, distribuita il 19 marzo 2007.